# A Little Atomic Bomb
A Little Atomic Bomb est un poème de Charles Bukowski dans lequel il tourne en dérision les puissants en pleine Guerre froide. 

## Récit
Charles Bukowski a publié ce court poème en 1966, extrait :
« Ô donnez-moi juste une petite bombe atomique
pas une grosse

juste une petite

assez pour tuer un cheval dans la rue

mais il n'y a pas de chevaux dans la rue ... » 
Il l'enregistre en 1969.
Quarante ans plus tard Adam Long, graphiste américain de Portland, l'a mis en images.